# Skjolden

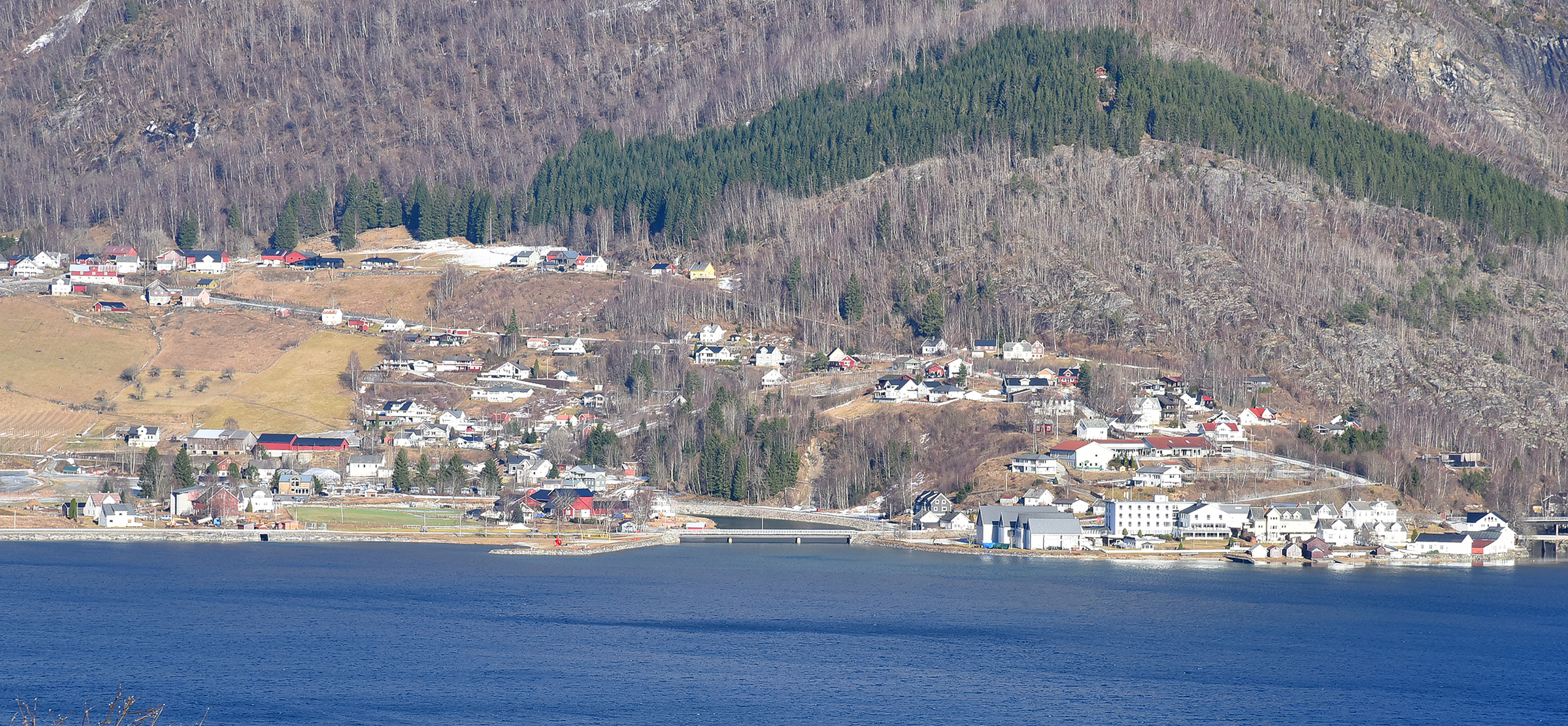
Noruega, Skjolden, marzo 2024. Foto Vadim Chuprina

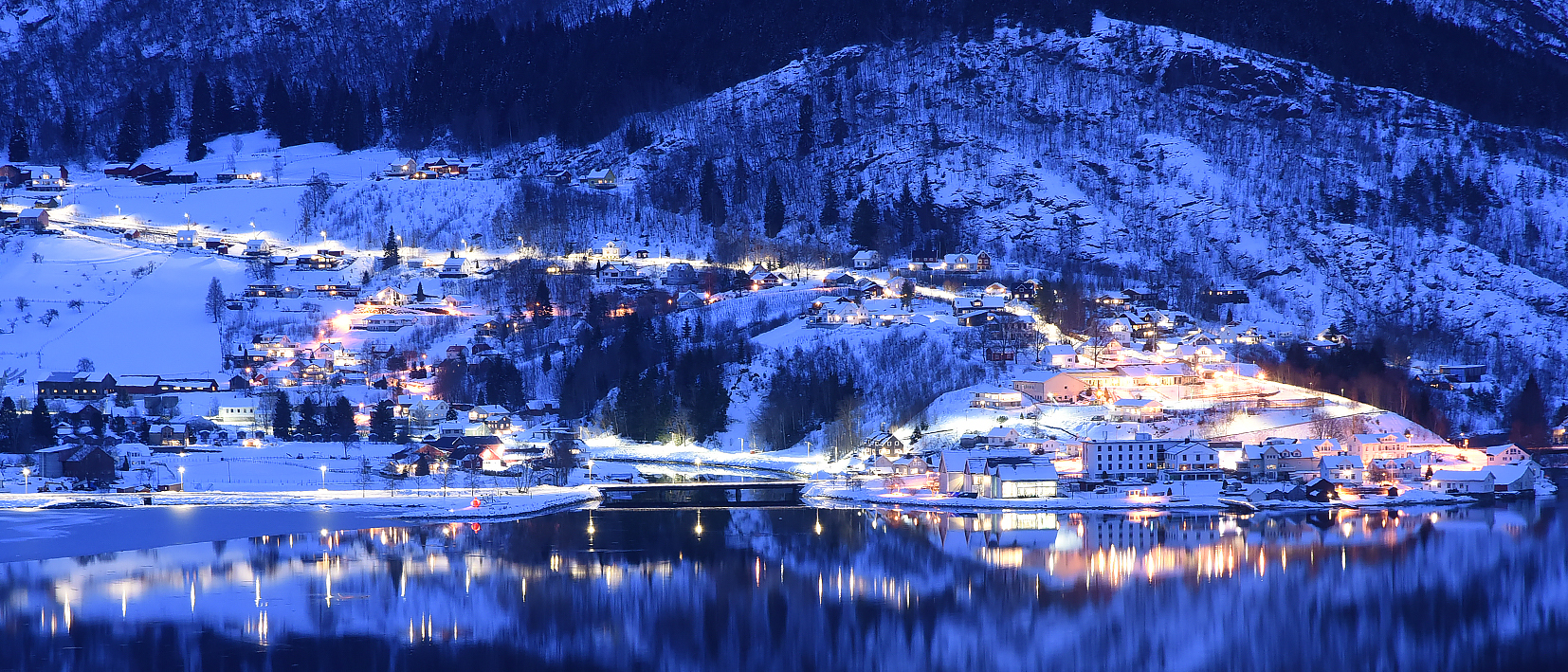
Skjolden, Febrero 2024. Foto Vadim Chuprina

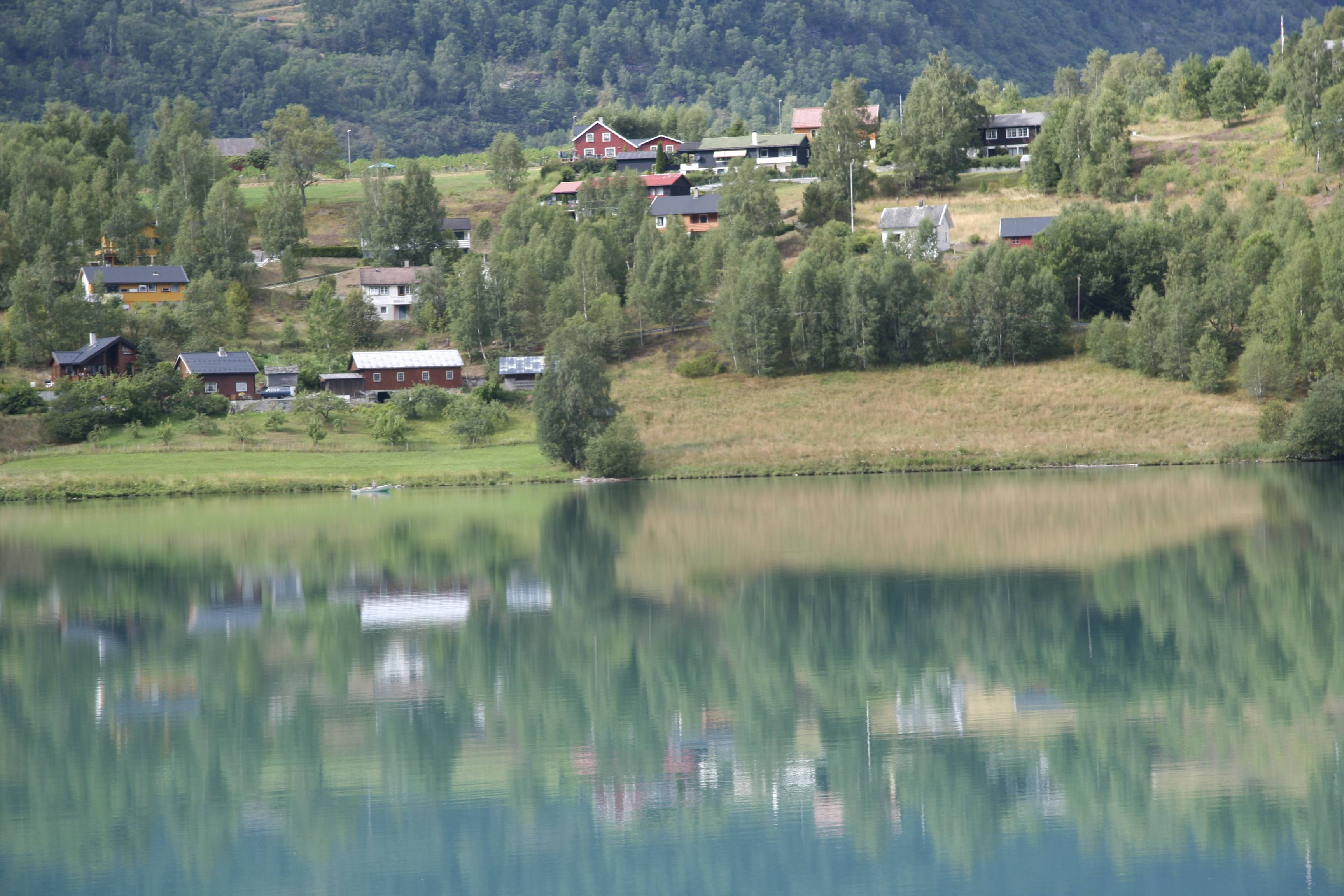
Casas en Skjolden.

Skjolden es una localidad del municipio de Luster en la provincia de Sogn og Fjordane, Noruega. Se encuentra en el extremo del Lustrafjord, el brazo más interno del Sognefjord. En épocas antiguas el transporte entre Bergen y el interior de Escandinavia y a la inversa se hacía en barco desde Bergen hasta Skjolden y desde allí, por una simple carretera que cruzaba las tierras altas. Aquí vivió Ludwig Wittgenstein entre 1913 y 1914. Por Skjolden se puede acceder al Parque Nacional de Jotunheimen.